# Eugen Jørgensen
Den här sidan handlar om den danske arkitekten. För den norske botanikern, se Eugen Jørgensen (botaniker).

Hörnet av Gammel Mønt och Christian IXs Gade i Köpenhamn (1907).

Alexander Eugen Jørgensen, född 13 maj 1858 i Frederikssund, död 11 september 1910, var en dansk arkitekt. 
Jørgensen blev student 1875, filosofie kandidat 1876. Därefter kom han i murarlära och dimitterades av Christian Vilhelm Nielsen till Det Kongelige Danske Kunstakademi. Han genomgick skolan 1877–1884 och fick avgångsbevis som arkitekt. Jørgensen, som var elev till Hans Jørgen Holm, tilldelades 1887 Neuhausenska priset och företog olika utlandsresor. 
Åren 1889–1890 var Jørgensen Ingeniørkorpsets arkitekt vid Ride- og Beslagskolen och byggde 1895–1898 husarkasernen. År 1900 utförde han projekt till en "Kastelspark" tillsammans med dåvarande stadsingenjören Charles Ambt och landskapsarkitekten Edvard Glæsel. Jørgensen byggde åtskilliga privathus, såsom Østerbrogade 84, byggnader i Strandboulevarden och Livjægerallé, alla byggnaderna i Frederik VI's Allé, alla byggnaderna i Christian IX's-Gade-kvarteret et cetera, dessutom en del villor, däribland Edvard Brandes i Skjoldsgade. 
Jørgensen var upphovsman till, att det från 1908 knöts en byggnadsteknisk skola till Kunstakademiet, medredaktör för "Architekten" från starten den 1 oktober 1898 till den 1 januari 1906, och borgarrepresentant från mars 1904.